# Los Surdos
Los Surdos (možda Los Sordos, "the quiet people"), jedno od niza plemena američkih Indijanaca poznatih tek po svojem imenu. Los Surdos ili Los Sordos poznati su tek iz španjolskog dokumenta iz 1683. godine. O njihovoj jezičnoj ili etničkoj pripadnosti, kao i njihovo pravo ime nisu poznati. Pretpostavlja se da su živjeli negdje u zapadnom Teksasu.

## Vanjske popveznice
- Los Surdos Indians